# 北京北駅
北京北駅（ペキンきたえき）は中華人民共和国北京市西城区西直門外に位置する中国国鉄の駅である。

## 発着路線
- 中国国鉄
  - 京包線
  - 京通線
  - 京張都市間鉄道

## 駅の位置
二環路と西直門外大街との交差点から少し北西方向に入った所に在る。

## 駅の構造
旧駅本屋は旧京張鉄道の旧西直門駅舎であり、北京市の二級保護文物に指定されており、ホームは2面4線であり、ホーム上屋も一部が木製であった。
2012年11月現在頭端式ホーム6面の新駅舎が完成し使用されている。当駅の地下階から地下鉄西直門駅と直通する通路がある。中には待合室とコンビニが設置されている。

## 駅周辺
西直門外大街から多数の路線バスが発着しており、
また、北京地下鉄の西直門駅も至近にある為、人の波が絶えない。
徒歩圏内に北京動物園やイトーヨーカ堂(中国語で华堂商场)がある。

## 歴史
- 1909年9月4日 - 西直門駅として開業。
- 1915年 - 京張鉄路環城線（西直門～東便門駅間）が開業。
- 1954年 - 環城線が廃止｡
- 1958年 - 広安門駅～西直門駅間が廃止｡
- 1971年2月1日 - 京門線西直門～五路居間廃止。
- 1988年 - 北京北駅と改称。
- 2008年8月6日 - 北京市郊鉄路S2線が営業開始。
- 2016年11月1日 - 京張都市間鉄道の建設工事のため駅休止。
- 2019年12月30日 - 京張都市間鉄道の開通に伴い再開業。

## 利用状況
- 1日あたりの乗降客数
  - 約2400～2500人

## 隣の駅
中国国鉄
京包線、京通線、京張都市間鉄道
北京北駅 - 清河駅
環城線（1954年廃止）
西直門駅(当時) - 徳勝門駅
京包線（1958年部分廃止）
広安門駅  - 西直門駅(当時)
京門線（1971年2月1日部分廃止）
西直門駅(当時) - 五路居駅

## その他
北京鉄路局の駅整備計画“四主両輔”（四主は北京駅、北京西駅、北京南駅と北京北駅。両輔は北京東駅と豊台駅）によって大規模改修中であるが、駅本屋と木造上屋の一部が保存される予定。